# Lucent Public License
La Licencia Pública de Lucent es una licencia de código abierto creada por Lucent Technologies. Fue presentada en dos versiones: 1.0 (también llamada "Plan9" por el sistema operativo de Lucent Plan 9) y 1.02.
Mientras la Licencia Pública Lucent no es una de las licencias de código abierto más populares, un buen número de productos se han acogido a ella. Ha sido aprobada por la Open Source Initiative, pero la Free Software Foundation dice que es incompatible con la GNU General Public License.
Una queja  sobre la Licencia Pública Lucent es que contiene una cláusula que pondría fin a la licencia si se toma una acción de propiedad intelectual contra alguno de los contribuyentes al software cubierto. La objeción que se pone a esto, es que si tú dependes de software cubierto por la Licencia Pública Lucent, el autor original del software puede violar tus derechos de autor, y tú no podrías iniciar ninguna acción contra el autor original sin perder el uso de la Licencia Pública Lucent de la que dependes. Esto es visto por los detractores como permitir al autor original, aprovecharse del trabajo de otros colaboradores sin tener en cuenta los derechos de propiedad intelectual de los mismos.